# Малки Искър
 Тази статия е за реката.  За селото вижте Малки Искър (село).  
Малък Искър е река в България, Софийска област – общини Етрополе и Правец, и област Враца – община Роман, десен приток на река Искър.
Дължината ѝ е 85,5 km, която ѝ отрежда 37-о място сред реките в България. Река Малки Искър е най-големият приток на Искър.
Реката извира на 300 m северозападно от връх Мургана (1639 m) в Етрополска планина на Стара планина, на 1573 m н.в. под името Равна река. До град Етрополе тече в северозападна посока в дълбока залесена долина. В южната част на града завива на североизток, преминава през Етрополската котловина и след село Лъга образува пролом. При село Малки Искър завива на северозапад, пресича Джурковската котловина след село Видраре завива на запад и отново образува живописен пролом. При село Калугерово Малки Искър отново сменя посоката си, този път на север, долината на реката се разширява и при град Роман, на 146 m н.в. се влива отдясно в река Искър.
Площта на водосборния басейн на реката е 1284 km2, което представлява 14,9% от водосборния басейн на река Искър. Река Малки Искър отводнява цялата североизточна част на Софийска област.
Основни притоци (→ ляв приток, ← десен приток):
- → Суха река (влива се в южната част на град Етрополе)
- ← Гнойница
- ← Менташовец
- ← Стара река (Лопянска река) (влива се при село Малки Искър)
- ← Брусенска река (влива се при село Малки Искър)
- ← Оселна
- → Борущица
- ← Осеня
- ← Длъжки дол
- ← Манаселска река
- → Правешка Лакавица (влива се при село Калугерово)
- ← Велчов дол
- → Бебреш (влива се при село Своде, най-голям приток на Малки Искър)
- ← Свиндол
- ← Батулска река

Средногодишният отток на реката при село Своде е 9,1 m3/s, като максимумът е през април-юни, а минимумът – през август-октомври.
По течението на реката са разположени 2 града и 8 села:
- Софийска област

- Община Етрополе – град Етрополе, Лъга и Малки Искър;
- Община Правец – Джурово, Видраре, Калугерово и Своде;

- Област Враца

- Община Роман – Средни рът, Караш и град Роман.

Голяма част от водите на реката се използват главно за промишлени нужди, поради замърсяването им от МЕД „Елаците“ и кожарската фабрика „Тодор Доков“ в Етрополе. Въпросът със замърсяването е частично разрешен след построяването на пречиствателна станция през 2009. Малка част, главно в долното течение са използват за напояване.
По долината на реката от извора ѝ в близост до Златишкия проход през град Етрополе до село Джурово, на протежение от 38,4 km преминава второкласен път № 37 от Държавната пътна мрежа Ябланица – Пазарджик – Доспат.
В долното течение, покрай десния бряг на реката от село Калугерово до град Роман, по протежение от 28,4 km преминава третокласен път № 308 от Държавната пътна мрежа Осиковска Лакавица – Роман.

## Топографски карти
- Лист от карта K-34-48. Мащаб: 1 : 100 000.
- Лист от карта K-34-36. Мащаб: 1 : 100 000.
- Лист от карта K-35-37. Мащаб: 1 : 100 000.
- Лист от карта K-35-25. Мащаб: 1 : 100 000.